# 鈴木大 (プロレスラー)
鈴木 大（すずき だい、1990年1月19日 - ）は、日本の男性元プロレスラー。栃木県那須塩原市出身。大田原高校→二松学舎大学卒業。

## 経歴
- 2013年
  - 4月28日、マスクマンのスーパーマンタロウとして琉球ドラゴンプロレスリング揚げ戦でデビュー。

2014年12月に、負ければ即引退戦で敗北し引退となったのだが、翌年に泡盛男、ちん・すこ太郎の名で参戦し、後にスーパーマンタロウに戻して参戦していた。
以下は鈴木大としての経歴
- 2014年
  - 9月28日のDDT後楽園ホール大会にて新人プロジェクト「DDT NEW ATTITUDE」が発表された際、練習生と共に同プロジェクトに参加する事が発表される。
  - 11月28日、北沢タウンホールで行われたDNA旗揚げ戦にて、勝俣瞬馬戦でデビュー。
- 2015年
  - 8月2日、新木場1stRINGにて開催された「闘うビアガーデン2015～DDT～」にて高木三四郎より営業職に任命、9月から「大阪オクトパス2015」までの3ヶ月間大阪に在住させる事を発表。大会終了後も以降の大阪大会の営業のため在住。
  - 8月30日、沖縄でスーパーマンタロウ、琉球ドラゴンプロレスリング卒業マッチを開催。
- 2016年
  - 左ひざ半月板の手術のため長期欠場。11月に復帰。
- 2017年
  - 2月24日、DNAにて将軍岡本とのシングルに敗北。試合後「目醒めろ、鈴木大！ 試練の七番勝負1st Battle　7分一本勝負」なる試合が組まれた。鈴木大が7戦全敗すると強制的にプロレスラーを引退、1試合でも勝てば引退回避、引き分けても勝利と認められ、引退を回避できる特別ルールの試練が組まれた。1st Battleでは佐藤耕平と対戦し敗北。七番勝負は三戦目までは通常形式、残り四戦は１日にまとめて行われ最終戦績は０勝６敗１分。引退が掛かった七戦目も自分で返せず仲間のカットで引き分けに持ち込み引退回避と言う結果に特訓に付き合った大家健から「プロレスナメるな！」と苦言を呈された。
  - 11月13日、DDT公式サイトで引退発表[1]。並行して勤めてきた福祉の仕事に専念したい本人の意向によるもので、引退試合は12月13日新木場大会にて行われた。
- 2020年
  - 2月、琉球ドラゴンプロレスリング所属選手のポークたま子が引退を発表し、スーパーマンタロウとの結婚を発表した[2]。

## 得意技
- スーパー探偵パンチ
- 卍固め

## タイトル歴
- キング・オブ・ダーク王座（第7、20代）

## 人物・エピソード
- 前職は探偵。
- 弟も同じくプロレスラーで、ガンバレ☆プロレスやいたばしプロレスリングを中心に活躍中のタイガーベッドシーンこと鈴木心。DNAではシングル戦、タッグ戦を含め、四度組まれているがいずれも未勝利。

## 入場曲
- 本日、未熟者（中島みゆき）
- アンパンマンのマーチRemix